# 피아노 협주곡 1번 (프로코피예프)
세르게이 프로코피예프는 1911년 《피아노 협주곡 제1번 내림 라장조 작품번호 10》을 작곡하기 시작해 이듬해 완성했다. 그의 협주곡 중 가장 짧다. 단악장 협주곡으로, 연주시간은 약 15분이다.
이 협주곡은 1912년 7월 25일 (8월 7일) 모스크바에서 초연되었다. 작곡가가 협연자로, 콘스탄틴 사라제프가 지휘를 맡았다. 사라제프는 "나의 모든 템포를 훌륭하게 깨달았다"고 후에 프로코피에프는 썼다.
이 22세의 작곡가 겸 피아니스트는 1914년 5월 18일 상트페테르부르크 음악원 앞에서 이 작품의 피아노 연주로 안톤 루빈스타인상을 수상했다. 그는 고전주의 협주곡으로는 우승할 수 없을지도 모르지만, 자신의 협주곡으로는 심사위원들이 "그가 연주를 잘 하고 있는지 아닌지를 판단할 수 없을 것"이라는 추론을 하며 프로그램을 위한 자신만의 협주곡을 제안했다. 경쟁 규정에 따라 작품을 출판해야 했기 때문에 프로코피예프는 행사에 맞춰 20부를 기꺼이 출판할 수 있는 출판사를 찾았다. 알렉산드르 글라주노프가 이끄는 심사위원단은 프로코피예프에게 마지못해 상을 수여했다.